# Società Polisportiva Ars et Labor 1926-1927
Questa pagina raccoglie le informazioni riguardanti la Società Polisportiva Ars et Labor nelle competizioni ufficiali della stagione 1926-1927.

## Stagione
Squadra che vince non si cambia. A questo motto si adegua il presidente spallino Ridolfi che conferma l'allenatore Walter Alt e buona parte della rosa di giocatori dell'anno precedente. 
L'attacco biancoazzurro è il migliore del girone, Mrkwiska con 13 reti, Romani con 10, Sgarbi con 9, sono i goleador stagionali. La squadra chiude al secondo posto con 25 punti il girone C di Prima Divisione, alle spalle della promossa Reggiana.

## Rosa
| N. |                   | Ruolo | Calciatore          |
| -- | ----------------- | ----- | ------------------- |
|    | Italia (bandiera) | P     | Luigi Gelati        |
|    | Italia (bandiera) | P     | Archimede Valeriani |
|    | Italia (bandiera) | D     | Arrigo Bertacchini  |
|    | Italia (bandiera) | D     | Renato Bottacini    |
|    | Italia (bandiera) | D     | Olao Cerini         |
|    | Italia (bandiera) | D     | Antonio Manfredini  |
|    | Italia (bandiera) | D     | Abdon Sgarbi        |
|    | Italia (bandiera) | c     | Arrigo Benvenuti    |

| N. |                    | Ruolo | Calciatore        |
| -- | ------------------ | ----- | ----------------- |
|    | Italia (bandiera)  | C     | Athos Bertacchini |
|    | Polonia (bandiera) | C     | Mrkwiska          |
|    | Italia (bandiera)  | C     | Paolo Paganini    |
|    | Italia (bandiera)  | A     | Carlo Bay         |
|    | Italia (bandiera)  | A     | Aldo Barbieri     |
|    | Italia (bandiera)  | A     | Polesiani         |
|    | Italia (bandiera)  | A     | Mario Romani      |
|    | Italia (bandiera)  | A     | Vassarotti        |

## Risultati

### Prima Divisione

#### Girone di andata
| Arbitro: | Scarpi (Dolo) |

|                                                |           |           |
| Barbieri 22’ Mrkwiska 43’ Fogliardi 57’ (aut.) | Marcatori | 82’ Cappa |

| Arbitro: | Gamba (Napoli) |

|                                            |           |             |
| A. Bertacchini 14’ Romani 75’ Mrkwiska 85’ | Marcatori | 70’ Gambino |

| Arbitro: | Bresciani (Parma) |

|                                        |           |  |
| Cuttin 12’, 25’ (rig.), 60’ Gelada 40’ | Marcatori |  |

| Arbitro: | Bortoletti (Venezia) |

|                                       |           |                                                    |
| Quaglietti 23’ Tassi 86’ Mattioli 89’ | Marcatori | 21’ (rig.) Sgarbi 31’, 43’ Mrkwiska 80’ Vassarotti |

| Arbitro: | Zacco (Padova) |

|                                     |           |          |
| Mrkwiska 7’ Barbieri 16’ Romani 50’ | Marcatori | 68’ Volk |

| Arbitro: | Bruna (Venezia) |

|            |           |  |
| Romani 81’ | Marcatori |  |

| Arbitro: | Garbieri (Genova) |

|  |           |                   |
|  | Marcatori | 18’, 37’ Mrkwiska |

| Arbitro: | Giorgi (Milano) |

|                          |           |                                    |
| Cantini 36’ Nehadoma 68’ | Marcatori | 13’ Romani 34’ Mrkwiska 44’ Sgarbi |

| Arbitro: | Brighenti (Trento) |

|                                                      |           |  |
| Benvenuti 3’ Sgarbi 17’ Barbieri 62’ Romani 74’, 88’ | Marcatori |  |

#### Girone di ritorno
| Arbitro: | Celano (Roma) |

|             |           |                                   |
| Storchi 50’ | Marcatori | 15’ Sgarbi 42’, 65’, 80’ Mrkwiska |

| Arbitro: | Guarnieri (Milano) |

|                            |           |  |
| Gambino 44’ Del Debbio 50’ | Marcatori |  |

| Arbitro: | Mangano (Milano) |

|                                                     |           |  |
| Mrkwiska 38’, 46’ Romani 55’ Sgarbi 65’, 80’ (rig.) | Marcatori |  |

| Ferrara 9 gennaio 1927 13ª giornata | SPAL          | 0 – 0 | Parma | Campo Littorio\| Arbitro: \| Dani (Genova) \| |
| Arbitro:                            | Dani (Genova) |       |       |                                               |

| Arbitro: | Montessoro (Novi Ligure) |

|                      |           |                            |
| Volk 56’ Nichele 64’ | Marcatori | 4’ Vassarotti 57’ Barbieri |

| Arbitro: | A.Gama (Milano) |

|                                                          |           |            |
| Moretti 21’, 79’ Bajardi 43’ Aigotti 46’, 87’ Sereno 70’ | Marcatori | 20’ Sgarbi |

| Arbitro: | Pessato (Monfalcone) |

|                                 |           |  |
| Romani 52’, 89’ Sgarbi 72’, 74’ | Marcatori |  |

| Arbitro: | Maiani (Torino) |

|  |           |                     |
|  | Marcatori | 75’ (rig.) Nehadoma |

| Arbitro: | De Renzis (Genova) |

|                                |           |                          |
| Camurri 58’ (rig.) Micheli 72’ | Marcatori | 38’ Romani 48’ Benvenuti |